# Partito Democratico (Sudafrica)
Il Partito Democratico (in inglese: Democratic Party - DP; in afrikaans: Demokratiese Party) fu un partito politico sudafricano operativo dal 1989 al 2000.

## Storia
Il partito si affermò dalla confluenza di tre distinti soggetti politici:
- il Progressive Federal Party (Progressiewe Federale Party);
- il New Republic Party (Nuwe Republiekparty);
- l'Independent Party (Onafhanklike Party).

Negli anni dell'apartheid la formazione si collocava all'opposizione parlamentare, in contrasto con le politiche del governo guidato dal Partito Nazionale.
Nel 2000 confluì in un nuovo soggetto politico, Alleanza Democratica.